# Dom na Wyrębach
Dom na Wyrębach – opublikowana w 2008 roku, debiutancka powieść polskiego pisarza Stefana Dardy. Była nominowana do Nagrody im. Janusza A. Zajdla i zajęła piąte miejsce w plebiscycie Nagrody Sfinks w 2008 roku.
Pierwsze wydanie książki ukazało się w 2008 roku nakładem wydawnictwa Videograf II, licząc 288 strony (ISBN 978-83-7183-651-0). Książka została wznowiona przez to samo wydawnictwo w październiku 2009 roku; wydanie to liczyło 334 strony (ISBN 978-83-7183-743-2). Dodatkowo, w 2010 roku książka została wydana w wersji audio przez wydawnictwo Storybox; lektorem jest Wiktor Zborowski.
Tytułowe Wyręby były inspirowane miejscowością Guciów.

## Opis fabuły
Główny bohater powieści, Marek Leśniewski, doktor prawa pracujący dotychczas na wrocławskim uniwersytecie musi, w wyniku rozwodu, opuścić dom i zmienić pracę. Postanawia wrócić w rodzinne strony. Kupuje okazjonalnie wiejski dom położony w tytułowych Wyrębach. W przeprowadzce pomaga mu przyjaciel, Hubert. Przyjemność z kontaktu z nienaruszoną naturą i możliwość realizacji ornitologicznych pasji psuje mu jednak sąsiad – Jaszczuk. Mężczyzna w średnim wieku, kiedyś podejrzewany o zabójstwo, stara się przepędzić z Wyrębów Leśniewskiego.